# Schiffserprobungskommando
Das Schiffserprobungskommando war ein Fachkommando der Bundesmarine, das für die Erprobung von Schiffsneubauten zuständig war. 

## Geschichte

### Schiffserprobungskommando
Das Schiffserprobungskommando wurde am 16. April 1956 in Kiel aufgestellt. Es ging aus dem seit dem 23. Januar 1956 bestehenden Vorläufigen Planungsstab für Planung Schiffsneubauten hervor und war eine der ersten Dienststellen, die die Bundesmarine nach ihrer Gründung einrichtete. Es wurde von einem Offizier im Dienstgrad eines Kapitäns zur See geführt und unterstand direkt der Abteilung Marine im Bundesministerium der Verteidigung. Seine Aufgaben waren die Erprobung von Schiffsneubauten aller Art, einschließlich Maschinenanlage, Bewaffnung und Ausrüstung; die Sammlung und Auswertung aller bei Erprobungen gemachten Erfahrungen und Anregungen für Neuentwicklung.

### Schiffsübernahmekommando
Im Zuge einer Umgliederung der Marine wurde das Schiffserprobungskommando ab 1. Februar 1962 dem neu aufgestellten Zentralen Marinekommando zugeordnet und in Schiffsübernahmekommando umbenannt. Am 1. Oktober 1965 wurde es dem neu aufgestellten Marineamt unterstellt. Bei einer weiteren Umgliederung wurde es zum 31. August 1968 aufgelöst und in das neue Kommando für Truppenversuche der Marine mit Sitz in Eckernförde überführt.

## Kommandeure
Folgende Kommandeure waren benannt:
- Fregattenkapitän Hans Looschen; von der Aufstellung bis August 1961
- Kapitän zur See Heinz Stadie: von September 1961 bis März 1964
- Kapitän zur See Werner Georg Kimmerling: von April 1964 bis März 1968
- Kapitän zur See Hans-Werner Bruhn: von März 1968 bis zur Auflösung